# Villa Jeannette
Villa Jeannette est une villa bâtie au début du XXe siècle, située à Nantes, au no 98 boulevard des Anglais, dans le quartier Breil - Barberie, en France. Elle est inscrite monument historique depuis le 4 mai 2017 et par conséquent labellisée « Patrimoine du XXe siècle » en vertu de la circulaire du 1er mars 2001.

## Historique
Construite en 1907, cette maison d'habitation est conçue dans un style mélangeant le néo-gothique et l'Art nouveau. Les architectes Ferdinand Ménard (1873-1958) et Émile Le Bot (1889-1952) l'ont réalisée à la demande du photographe nantais Georges Morinet.

## Architecture
Elle présente une structure générale (dissymétrie, pignons débordants, tourelle d'escalier) rappelant le style néo-gothique. Le belvédère et la décoration (notamment des sculptures et bas-reliefs représentant végétaux et animaux) sont, eux, inspirés du style Art nouveau,.